# Jet Li: Rise to Honor
Jet Li: Rise to Honor là tựa game thuộc thể loại beat 'em up góc nhìn thứ ba được phát hành vào năm 2004 dành cho hệ máy PlayStation 2. Trò chơi này có diện mạo, lồng tiếng và chuyển động của diễn viên võ thuật Lý Liên Kiệt (Jet Li), và dưới sự chỉ đạo võ thuật của Corey Yuen.

## Lối chơi
Rise to Honor có những màn trình diễn đậm chất điện ảnh được thiết kế để bắt chước một bộ phim hành động, không có màn hình nạp game và các phần của trò chơi chia thành từng "cảnh". Một menu lựa chọn màn của DVD cho phép người chơi quay trở lại bất kỳ cảnh nào trong quá khứ đã bị xóa bỏ trước đó.
Lối chơi được thể hiện dưới góc nhìn thứ ba, phần lớn kiểu chơi trong game là dạng beat 'em up, tức là người chơi sử dụng thanh analog tương tự để nhắm đánh trực tiếp vào kẻ thù. Game có một số màn mà người chơi sử dụng vũ khí đạn dược không giới hạn. Xuyên suốt game, người chơi liên tục xây dựng một cửa hàng bán adrenaline, nó giúp người chơi có thể tung ra những chiêu thức cực mạnh trong những trận đấu tay đôi với đối phương. Một cách khác là khi sử dụng vũ khí, người chơi sẽ khởi động một chế độ chuyển động tạm thời bullet time tương tự như game Max Payne. Trong những pha bắn súng, người chơi có thể ẩn nấp đằng sau các vật thể khác nhau như thùng rác và góc tường.

## Cốt truyện
Game nói về Kit Yun (Lý Liên Kiệt), một cảnh sát ngầm của Hồng Kông được chỉ định làm vệ sĩ cho Boss Chiang, một người bạn của cha Kit. Một năm sau trong nhiệm vụ bí mật của Kit, Boss Chiang quyết định thoán ẩn giang hồ của một tội phạm có tổ chức, nhưng không phải không có những phản kháng của Kwan, một trong những cộng sự của mình, chỉ để các thành viên băng đảng khác nhau cố gắng ám sát Boss Chiang. Bất chấp nỗ lực của Kit, Boss Chiang bị ám sát bởi một tay bắn tỉa bí ẩn
Trước giây phút lâm chung của Chiang, ông bảo Kit đưa một phong bì có chứa thông tin về vụ án tội phạm cho cô con gái Michelle. Là bạn thời thơ ấu của Michelle, Kit buộc lòng phải đi đến San Francisco để đưa tin cho cô, bất chấp mọi trở ngại xảy ra.
Tại San Francisco, Kit gặp gỡ Chi, một người bạn thời thơ ấu của Kit và Michelle. Trong khi bị truy đuổi bởi đám côn đồ dưới sự chỉ huy của tay trùm băng đảng địa phương Billy Soon, Kit và Chi đã thành công trong việc kết hợp lại với Michelle để rồi bị Billy giam giữ. Kit cuối cùng đã biết được rằng Kwan thuê Billy tìm ra phong bì và Billy được lệnh phải xử tử cả ba người bọn họ. Kit và Chi đã xoay xở để trốn khỏi nhà tù, đánh bại Billy và giải thoát Michelle. Sau cuộc cận chiến, Billy bị đánh bại cố gắng bắn Michelle bằng khẩu súng ngắn của mình, nhưng rồi Chi đã lấy thân mình che cho Kit, khiến Kit phải ra tay tiêu diệt hắn. Ngay sau khi Chi ngã gục vì vết thương bị đạn bắn, Michelle quyết định trở lại Hồng Kông và chấm dứt các hoạt động của Kwan.
Ngay sau khi trở về Hồng Kông, Michelle bị thương bởi một tay bắn tỉa ở cảng Cheng Chau, trong khi Kit đuổi theo và giết chết tay súng bắn tỉa. Ngay sau khi đưa Michelle đến bệnh viện địa phương, Michelle bị tay sai của Kwan bắt làm con tin, trong lúc Kit cố gắng bám theo cô. Việc truy tìm của Kit đã dẫn anh đến một toà nhà chọc trời trước đây thuộc quyền sở hữu của Boss Chiang, rồi anh chiến đấu và hạ gục tay sai của Kwan. Kit cuối cùng đánh bại Kwan trong trận đấu tay đôi, nhưng trong lúc đang cố bắt giữ Kwan, Kwan lao vào bắn viên sĩ quan cao cấp của Kit là Victor, buộc Kit phải tước súng của hắn và Victor bắn phát súng ân huệ vào ngực của Kwan.
Trong lúc tổ chức đám tang riêng cho Boss Chiang, Victor tiến đến chỗ cặp đôi, yêu cầu họ đốt tài liệu. Victor sau đó mới tiết lộ rằng ông là người chịu trách nhiệm về cái chết của cha Chiang và Kit, cũng như trục lợi từ các tập đoàn tội phạm. Ngay sau khi đốt cháy một phong bì, Kit tiết lộ một bức điện tín có chứa lời thú tội của Victor và nhanh chóng đánh bại Victor trong trận đấu tay đôi. Victor được đưa vào giam trong nhà tù H.K.P.D. trong khi Kit và Michelle có một cuộc thảo luận ngắn về nơi trú ngụ của Victor và cha của họ đã chết, giống như Kit tiết lộ với Michelle rằng thực ra anh đã bí mật giấu phong bì thực sự của Chiang ở nơi khác an toàn mà không mấy ai hay biết và thay thế bằng phong bì giả đã được đốt gần đây để xác nhận sự nghi ngờ của Victor. Một khi Kit đưa phong bì thực sự của Chiang cho Michelle, Kit kết thúc cuộc thảo luận bằng câu nói "Thà chết vinh còn hơn sống nhục."

## Đón nhận
Game nhận được những lời đánh giá "trung bình" theo trang web tổng hợp kết quả đánh giá Metacritic.
Playboy đã chấm cho game số điểm là 88% và nói, "Đây không phải là một tựa game mà bạn chơi đi chơi lại hoài được; đó là một câu chuyện mà bạn vừa trải nghiệm. Khi bạn hoàn thành, bạn có thể để nó trên kệ và không bao giờ chạm vào nó một lần nữa, giống như một quyển sách hay. Nhưng không có nghĩa là nó đọc để giải trí." Entertainment Weekly chấm cho game điểm B và tuyên bố rằng "Từng màn chơi đều có những pha nguy hiểm về điện ảnh đáng kinh ngạc và những pha nguy hiểm về ngân sách lớn, nhưng sự bố trí bảng điều khiển dở tệ của trò chơi có thể không thành vấn đề." Tuy nhiên, The Cincinnati Enquirer cho nó ba và một nửa ngôi sao trong năm và nói rằng "Việc điều khiển [Kit] Yun thực sự khá là trực quan, ngay cả với các chương trình chiến đấu đa dạng tinh vi."